# Dombóvár
Dombóvár – miasto uzdrowiskowe w południowych Węgrzech, w komitacie Tolna, w Kraju Zadunajskim, nad rzeką Kapos(dorzecze Dunaju). Liczy 20,6 tys. mieszkańców (2005).
W mieście rozwinął się przemysł materiałów budowlanych, elektrotechniczny oraz drzewny.

## Miasta partnerskie
- Kernen im Remstal
- Novi di Modena
- Ogulin
- Höganas